# Parti de la vérité
Le Parti de la vérité  (arabe : حزب الحق , Hizb al-Haqq) était un parti politique zaydite au Yémen.

## Histoire
Établi par Ahmad al-Shami en 1990 afin de s'opposer à al-Islah, le parti a remporté deux sièges à la Chambre des représentants lors des élections de 1993, le premier après l'unification,. Cependant, les élections de 1997 ont vu sa part des voix chuter de 0,8 % à 0,2 %, et il a perdu les deux sièges. Il n'a reçu que 0,1 % des voix aux élections de 2003 , restant sans représentation parlementaire.